# Arvid Bengtsson (borgmästare)
Arvid Bengtsson, död 1652, var en svensk borgmästare och industriman.

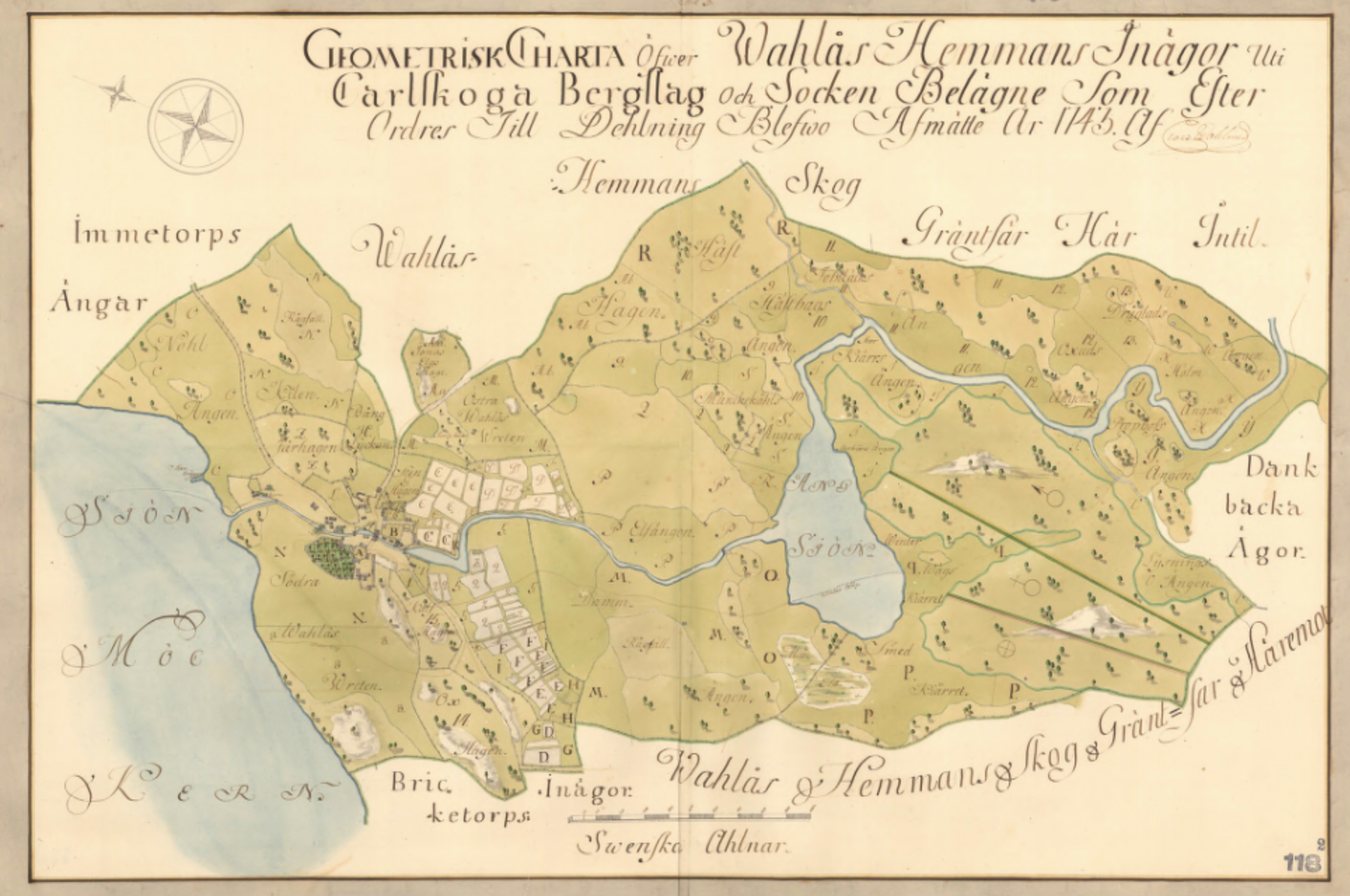
Valåsens hemmans ägor i Karlskoga socken.

Bengtsson satte upp den första hammaren i Karlskoga socken i hemmanet Valåsen som han år 1631 köpte av en Sven Björnsson. Senare sålde Bengtsson hemmanet till brukspatronen Gerhard Ysing i slutet av 1630-talet.
Bengtsson bodde på Guttersboda där han år 1639 erhöll viss skattefrihet för gården under sin egen livstid. Gården övertogs senare av hans svärson Jacob Lithman som adlades 1654.
Bengtsson begravdes i Örebro stadskyrka under de så kallade manfolksstolarna.